# Przeciwutleniacze

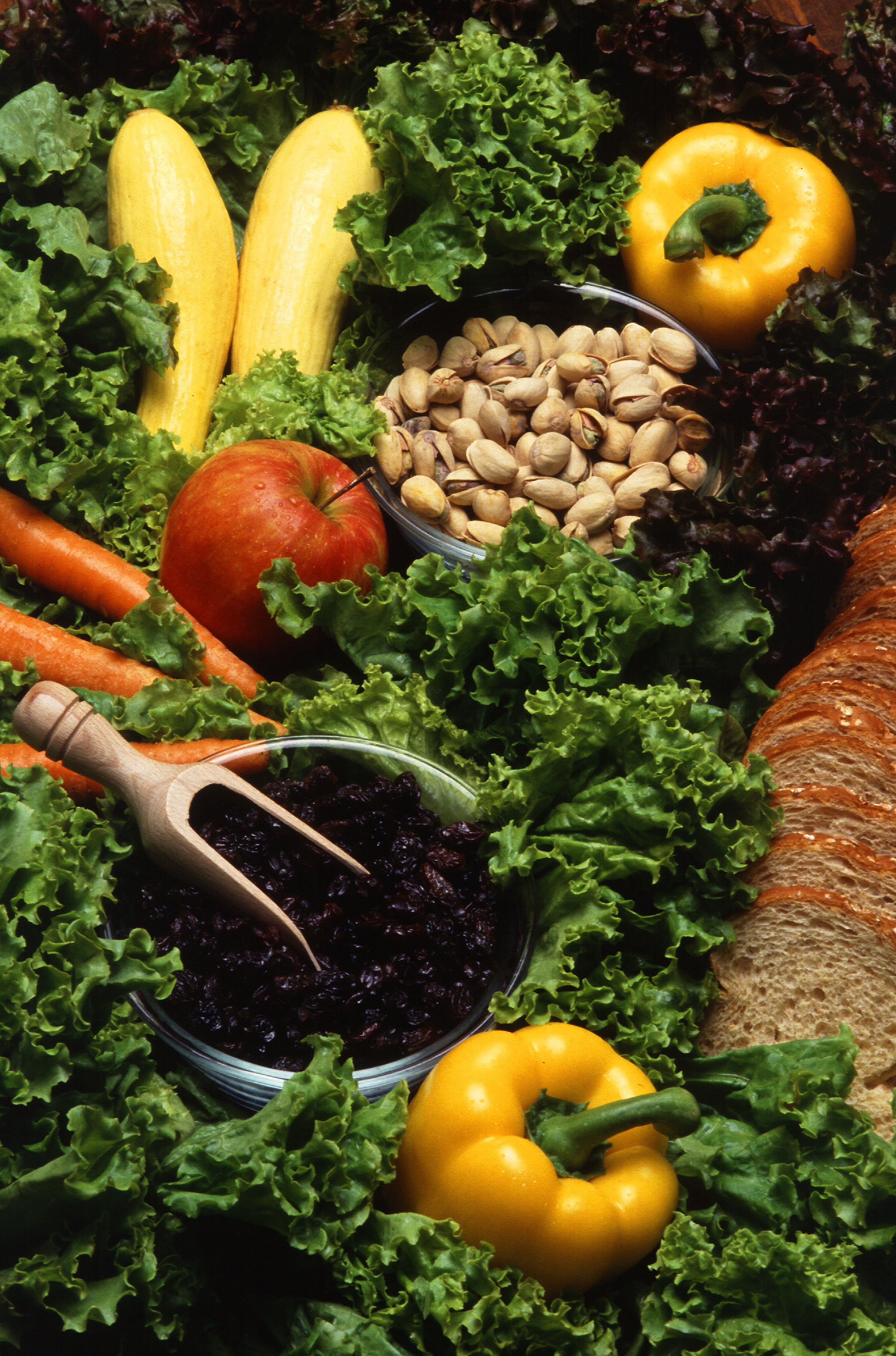
Owoce i warzywa zawierające naturalne przeciwutleniacze

Przeciwutleniacze (antyoksydanty, antyutleniacze) – grupa związków chemicznych, które same występując w małych stężeniach (w porównaniu z substancją podlegającą utlenianiu), wstrzymują lub opóźniają proces utleniania danej substancji. 
Każdy przeciwutleniacz może występować w roli prooksydanta.  
W głównej mierze przeciwutleniacze to naturalne substancje roślinne, które wspierają naturalne mechanizmy obronne komórek człowieka, ale przeciwutleniaczami mogą być także jony metali przejściowych (manganu, cynku, selenu).
Antyoksydanty występują często w suplementach diety i są powszechnie uważane za środek prewencyjny w zapobieganiu licznym chorobom takim jak nowotwory, chorobie niedokrwiennej serca a nawet chorobie wysokościowej. Choć wstępne badania sugerują, że przyjmowanie antyoksydantów ma korzystny wpływ na zdrowie człowieka, nowsze badania kliniczne wykazują brak wpływu na poprawę zdrowia, a niektóre z nich donoszą o ich szkodliwości. Metaanaliza 50 badań z randomizacją na grupie 294 478 uczestników przeprowadzona w roku 2012 wskazała na brak zależności pomiędzy spożyciem witamin i suplementów zawierających antyoksydanty w prewencji chorób układu krążenia.

## Dodatki do żywności
Przeciwutleniacze stosowane są w zapobieganiu niepożądanym procesom utleniania, przez co przedłużają czas trwałości żywności. Dozwolone przeciwutleniacze stosowane w przemyśle spożywczym:
- E270 – kwas mlekowy (regulator kwasowości)
- E330 – kwas cytrynowy (regulator kwasowości i stabilizator)
- E300 – kwas askorbinowy (witamina C; substancja klarująca, regulator kwasowości i stabilizator)
- E301 – askorbinian sodu (regulator kwasowości i stabilizator)
- E302 – askorbinian wapnia (pełni funkcję regulatora kwasowości i stabilizatora)
- E304 – estry kwasów tłuszczowych i kwasu askorbinowego (stabilizatory)
- E306 – mieszanina tokoferoli
- E307 – alfa-tokoferol
- E308 – gamma-tokoferol
- E309 – delta-tokoferol
- E310 – galusan propylu
- E311 – galusan oktylu
- E312 – galusan dodecylu
- E315 – kwas izoaskorbinowy
- E316 – izoaskorbinian sodu
- E320 – butylohydroksyanizol (BHA) dodawany do tłuszczów, suszu ziemniaczanego, gum do żucia
- E321 – butylohydroksytoluen (BHT)
- E335 – wodorowinian sodu i winian sodu
- E336 – wodorowinian potasu i winian potasu
- E337 – winian sodowo-potasowy
- E385 – sól wapniowo-disodowa kwasu etylenodiaminotetraoctowego